# Institución Educativa Emblemática Juana Alarco de Dammert
La Institución Educativa Juana Alarco de Dammert es un colegio nacional, situado en el Distrito de Miraflores, en Lima, Perú. Fue fundada en 1945 y lleva el nombre de una notable peruana, que fue filántropa y benefactora de la infancia peruana: Juana Alarco de Dammert (1842-1932), conocida como la "abuelita de los niños".
Sucesivamente se denominó Colegio Nacional Experimental Reducto de Miraflores, Primer Colegio Nacional de Mujeres de Miraflores y Gran Unidad Escolar; actualmente tiene la categoría de Institución Educativa Emblemática y Municipalizada.

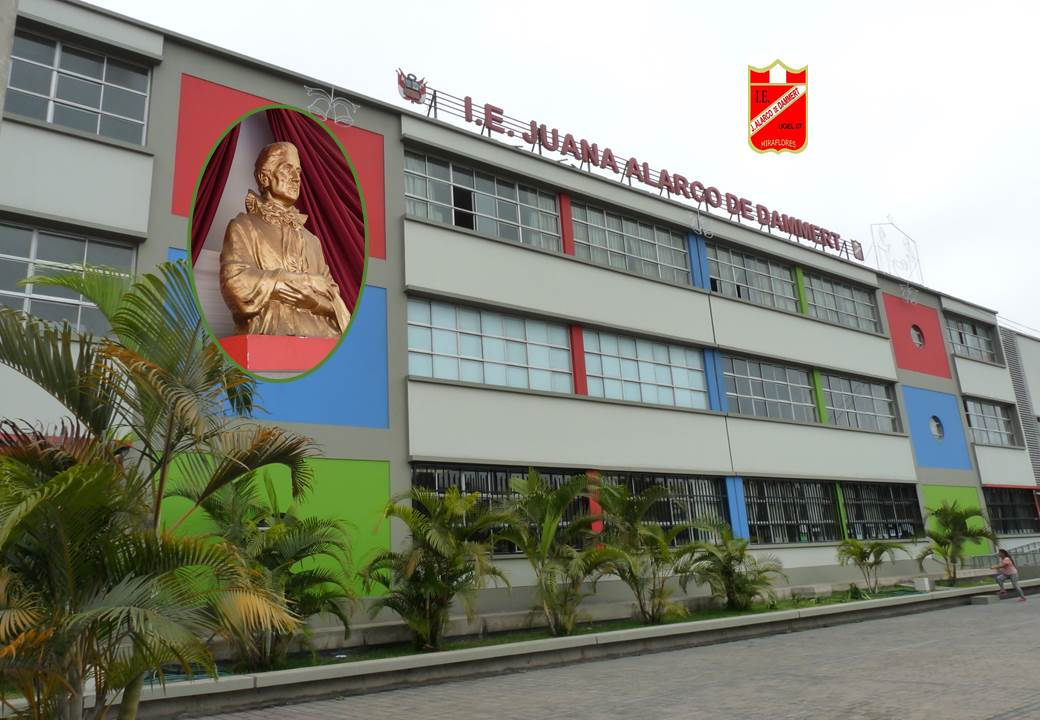
Fotografía actual

## Historia
El local original, denominado Colegio Nacional Experimental Reducto de Miraflores, fue construido en el año de 1945 durante el gobierno del Presidente Manuel Prado Ugarteche e inaugurado por el entonces ministro Jorge Basadre. Se convirtió en el Primer Colegio Nacional de Mujeres de Miraflores, siendo su primera directora Adriana Cabrejos, comenzando sus clases con sólo 76 alumnas y 15 maestras. 
Durante el gobierno del general Manuel A. Odría (1948-1956), se constituyó en una Gran Unidad Escolar, una de las tantas que fueron inauguradas por el régimen militar, llamado después el Ochenio, en el marco de un vasto plan de apoyo a la educación pública, uno de cuyos aspectos más vistosos fue precisamente la construcción de modernos y amplios locales escolares, y la ampliación e implementación de otros ya existentes. 
Se constituyó en Colegio Municipalizado en el 2007 (Nivel Primaria) y  2008 (Nivel Secundaria).
Por su trayectoria fue categorizado como Colegio Emblemático, al igual que otras antiguas Grandes Unidades Escolares, por lo que se empezó su remodelación en el año 2009, tiempo durante el cual sus alumnas fueron reubicadas temporalmente en tres colegios del distrito de Surquillo: Ricardo Palma (secundaria), Nuestra Señora de Lourdes y La Divina Providencia (inicial y primaria).
Los trabajos se realizaron a paso acelerado, siendo concluidos casi en su totalidad al iniciarse el año lectivo del 2010. Se invirtieron más de doce millones de soles en las obras. El 31 de marzo del 2010, el presidente Alan García Pérez y el ministro de Educación José Antonio Chang inauguraron la nueva infraestructura. El renovado colegio cuenta con modernos talleres de confección industrial y del vestido, industria alimentaria, cosmetología y secretariado ejecutivo; así como un gimnasio, tópico, cafetería, y servicios adicionales. Asimismo, está dotado con las nuevas tecnologías de la información y comunicación, y modernos laboratorios de física, química y biología; además de una muy bien equipada biblioteca y un renovado auditorio. 

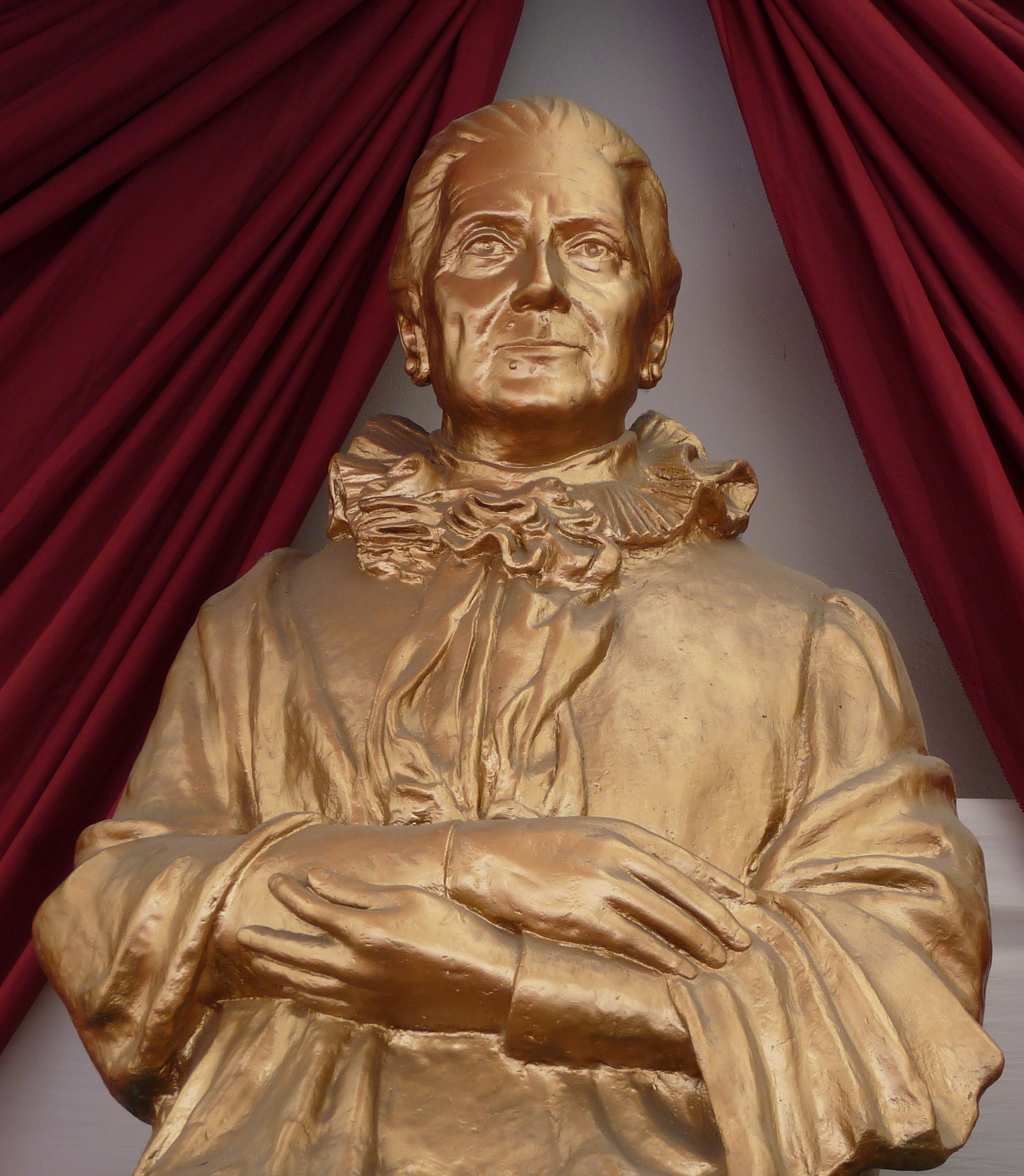
Monumento a Juana Alarco de Dammert en el Patio principal del colegio.